# Dio Brando
Dio Brando (în japoneză: ディオ・ブランドー, romanizare: Dio Burandō sau DIO) este un răufăcător fictiv și antangonistul din seria JoJo's Bizarre Adventure, Dio este prezentat inițial ca antagonist principal al primei părți a seriei, Phantom Blood, iar mai târziu revine ca antagonistul principal in partea a 3-a a seriei, Stardust Crusaders, denumit acum doar DIO. Dio apare pentru prima dată ca un tânăr care, prin puterea unei măști străvechi de piatră, devine un vampir nemuritor. La un secol după evenimentele din prima parte, el reapare ca utilizator al Standului care oprește timpul numit "The World” (Lumea).